# Supertungvikt i grekisk-romersk stil i brottning vid olympiska sommarspelen 1992
Herrarnas brottningsturnering i grekisk-romersk stil i viktklassen supertungvikt vid olympiska sommarspelen 1992 avgjordes i Barcelona i Institut Nacional de Educació Física de Catalunya. 

## Medaljörer
| Klass         | Guld                    | Silver                    | Brons                    |
| Supertungvikt | Alexander Karelin · OSS | Tomas Johansson · Sverige | Ioan Grigoraș · Rumänien |

## Resultat
- TO — Vinst genom fall
- SP — Vinst genom överlägsenhet, 12-14 poängs skillnad, förloraren med poäng
- SO — Vinst genom överlägsenhet, 12-14 poängs skillnad, förloraren utan poäng
- ST — Vinst genom teknisk överlägsenhet, 15 poäng skillnad
- PP — Vinst genom poäng, förloraren med tekniska poäng
- PO — Vinst genom poäng, förloraren utan tekniska poäng
- PA — Vinst genom att motståndaren skadas
- DQ — Vinst genom förverkande
- D2 — Båda brottarna diskvalificerade på grund av passivitet  (0-0 poäng)
- DNA — Dök inte upp
- L — Förluster
- ER — Elimineringsrunda
- CP — Klassificeringspoäng
- TP — Tekniska poäng

- PA — Vinst genom att motståndaren skadats

### Elimineringsrunda

#### Pool A
| L        |                         | CP       | TP       |                         | L        |          |
| Omgång 1 | Omgång 1                | Omgång 1 | Omgång 1 | Omgång 1                | Omgång 1 | Omgång 1 |
| -------- | ----------------------- | -------- | -------- | ----------------------- | -------- | -------- |
| 1        | Andy Borodow (CAN)      | 0-4 TO   | 1:30     | Alexander Karelin (EUN) | 0        |          |
| 1        | Bounama Touré (SEN)     | 0-4 TO   | 0:32     | Cándido Mesa (CUB)      | 0        |          |
| 0        | Milan Radaković (IOP)   | 4-0 TO   | 3:42     | Guillermo Díaz (MEX)    | 1        |          |
| 1        | Juha Ahokas (FIN)       | 1-3 PP   | 2-4      | Ioan Grigoraș (ROU)     | 0        |          |
| Omgång 2 |                         |          |          |                         |          |          |
| 1        | Andy Borodow (CAN)      | 4-0 TO   | 0:15     | Bounama Touré (SEN)     | 2        |          |
| 0        | Alexander Karelin (EUN) | 4-0 TO   | 2:15     | Cándido Mesa (CUB)      | 1        |          |
| 1        | Milan Radaković (IOP)   | 0-3 PO   | 0-2      | Juha Ahokas (FIN)       | 1        |          |
| 2        | Guillermo Díaz (MEX)    | 0-4 ST   | 0-16     | Ioan Grigoraș (ROU)     | 0        |          |
| Omgång 3 |                         |          |          |                         |          |          |
| 1        | Andy Borodow (CAN)      | 4-0 TO   | 4:35     | Cándido Mesa (CUB)      | 2        |          |
| 0        | Alexander Karelin (EUN) | 3-1 PP   | 8-1      | Juha Ahokas (FIN)       | 2        |          |
| 2        | Milan Radaković (IOP)   | 1-3 PP   | 1-8      | Ioan Grigoraș (ROU)     | 0        |          |
| Omgång 4 |                         |          |          |                         |          |          |
| 2        | Andy Borodow (CAN)      | 0-3 PO   | 0-4      | Ioan Grigoraș (ROU)     | 0        |          |
| 0        | Alexander Karelin (EUN) |          |          | Bye                     |          |          |
| Omgång 5 |                         |          |          |                         |          |          |
| 0        | Alexander Karelin (EUN) | 4-0 TO   | 0:14     | Ioan Grigoraș (ROU)     | 1        |          |

| Brottare                | L | ER | CP |
| ----------------------- | - | -- | -- |
| Alexander Karelin (EUN) | 0 | -  | 15 |
| Ioan Grigoraș (ROU)     | 1 | -  | 13 |
| Andy Borodow (CAN)      | 2 | 4  | 8  |
| Juha Ahokas (FIN)       | 2 | 3  | 5  |
| Milan Radaković (IOP)   | 2 | 3  | 5  |
| Cándido Mesa (CUB)      | 2 | 3  | 4  |
| Guillermo Díaz (MEX)    | 2 | 2  | 0  |
| Bounama Touré (SEN)     | 2 | 2  | 0  |

#### Pool B
| L        |                            | CP       | TP       |                         | L        |          |
| Omgång 1 | Omgång 1                   | Omgång 1 | Omgång 1 | Omgång 1                | Omgång 1 | Omgång 1 |
| -------- | -------------------------- | -------- | -------- | ----------------------- | -------- | -------- |
| 0        | Panagiotis Pikilidis (GRE) | 3-0 PO   | 2-0      | Jerzy Choromański (POL) | 1        |          |
| 1        | Kenichi Suzuki (JPN)       | 0-4 TO   | 1:30     | Tian Lei (CHN)          | 0        |          |
| 1        | Tomas Johansson (SWE)      | 0-0 D2   | 0-0      | László Klauz (HUN)      | 1        |          |
| 1        | Matt Ghaffari (USA)        | 0-0 D2   | 0-0      | Rangel Gerovski (BUL)   | 1        |          |
| Omgång 2 |                            |          |          |                         |          |          |
| 0        | Panagiotis Pikilidis (GRE) | 3-0 PO   | 2-0      | Kenichi Suzuki (JPN)    | 2        |          |
| 2        | Jerzy Choromański (POL)    | 1-3 PP   | 2-6      | Tian Lei (CHN)          | 0        |          |
| 1        | Tomas Johansson (SWE)      | 3-0 PO   | 1-0      | Matt Ghaffari (USA)     | 2        |          |
| 1        | László Klauz (HUN)         | 3-0 PO   | 1-0      | Rangel Gerovski (BUL)   | 2        |          |
| Omgång 3 |                            |          |          |                         |          |          |
| 1        | Panagiotis Pikilidis (GRE) | 0-3 PO   | 0-2      | Tomas Johansson (SWE)   | 1        |          |
| 1        | Tian Lei (CHN)             | 1-3 PP   | 1-2      | László Klauz (HUN)      | 1        |          |
| Omgång 4 |                            |          |          |                         |          |          |
| 2        | Panagiotis Pikilidis (GRE) | 1-3 PP   | 1-2      | László Klauz (HUN)      | 1        |          |
| 2        | Tian Lei (CHN)             | 0-3 PO   | 0-6      | Tomas Johansson (SWE)   | 1        |          |

| Brottare                   | L | ER | CP | Tiebreaker |
| -------------------------- | - | -- | -- | ---------- |
| Tomas Johansson (SWE)      | 1 | -  | 9  | 0TP=9      |
| László Klauz (HUN)         | 1 | -  | 9  | 0TP=5      |
| Tian Lei (CHN)             | 2 | 4  | 8  |            |
| Panagiotis Pikilidis (GRE) | 2 | 4  | 7  |            |
| Jerzy Choromański (POL)    | 2 | 2  | 1  |            |
| Rangel Gerovski (BUL)      | 2 | 2  | 0  |            |
| Kenichi Suzuki (JPN)       | 2 | 2  | 0  |            |
| Matt Ghaffari (USA)        | 2 | 2  | 0  |            |

### Finalomgångarna
|                         | CP        | TP        |                            |           |
| 9:e plats               | 9:e plats | 9:e plats | 9:e plats                  | 9:e plats |
| ----------------------- | --------- | --------- | -------------------------- | --------- |
| Milan Radaković (IOP)   | 1-3 PP    | 2-4       | Jerzy Choromański (POL)    |           |
| 7:e plats               |           |           |                            |           |
| Juha Ahokas (FIN)       | 3-0 PO    | 1-0       | Panagiotis Pikilidis (GRE) |           |
| 5:e plats               |           |           |                            |           |
| Andy Borodow (CAN)      | 3.5-0 SO  | 12-0      | Tian Lei (CHN)             |           |
| Bronsmatch              |           |           |                            |           |
| Ioan Grigoraș (ROU)     | 3-0 PO    | 1-0       | László Klauz (HUN)         |           |
| Final                   |           |           |                            |           |
| Alexander Karelin (EUN) | 4-0 TO    | 1:33      | Tomas Johansson (SWE)      |           |